# Col de Bassachaux
Le col de Bassachaux est situé dans le département de la Haute-Savoie (dans la région Auvergne-Rhône-Alpes), à une altitude de 1 777 m, entre Châtel à l'est et Montriond (Les Lindarets) à l'ouest.
Il est accessible par une route uniquement depuis Châtel.
C'est le point de départ de nombreuses randonnées pédestres, mont de Grange, pointe de Chésery, Les Lindarets, lac Vert (Suisse), etc.
Le GR 5 passe par le col de Bassachaux dans le sens nord-sud.

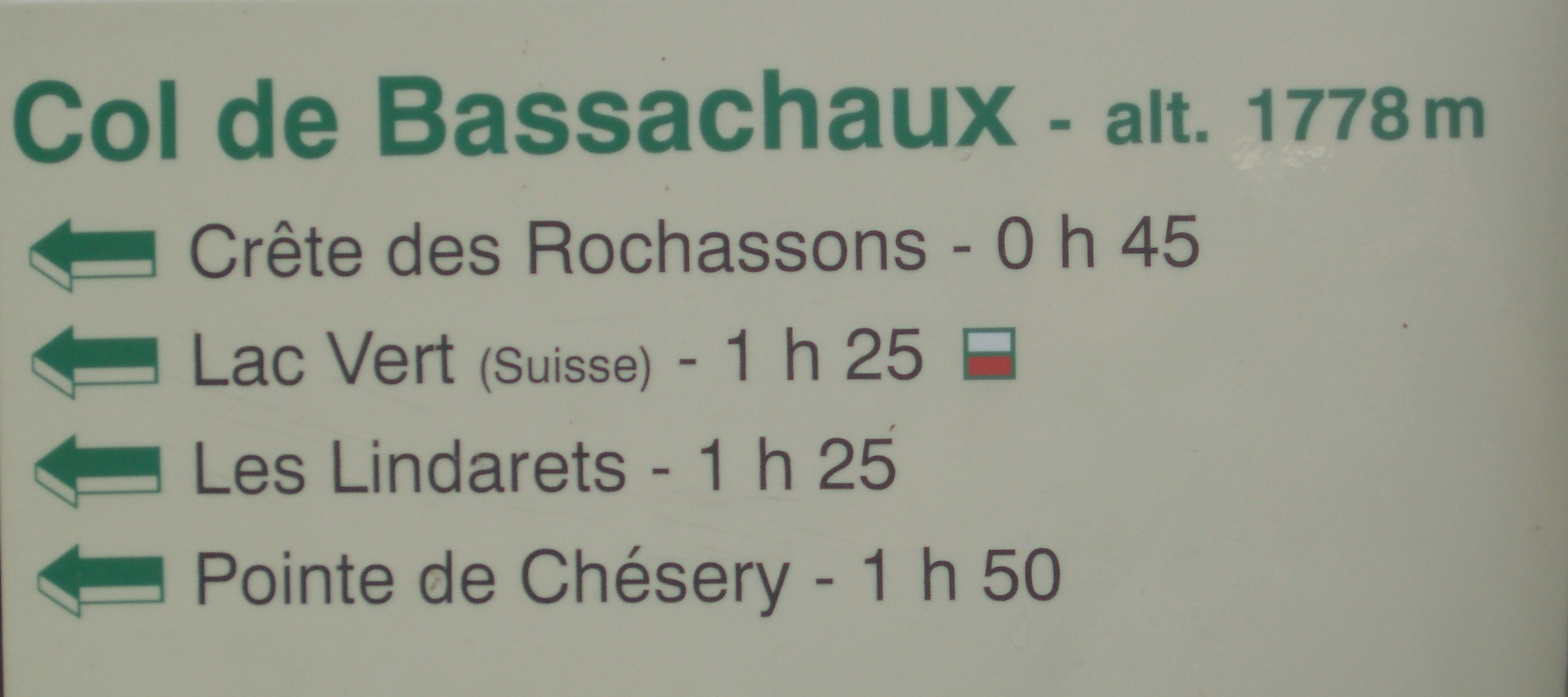
Panneau du col.